# 广州市第三中学
广州市第三中学是一间位于中国广州市越秀区大新路的公立全日制完全中学。

## 历史

### 圣心（启育）中学

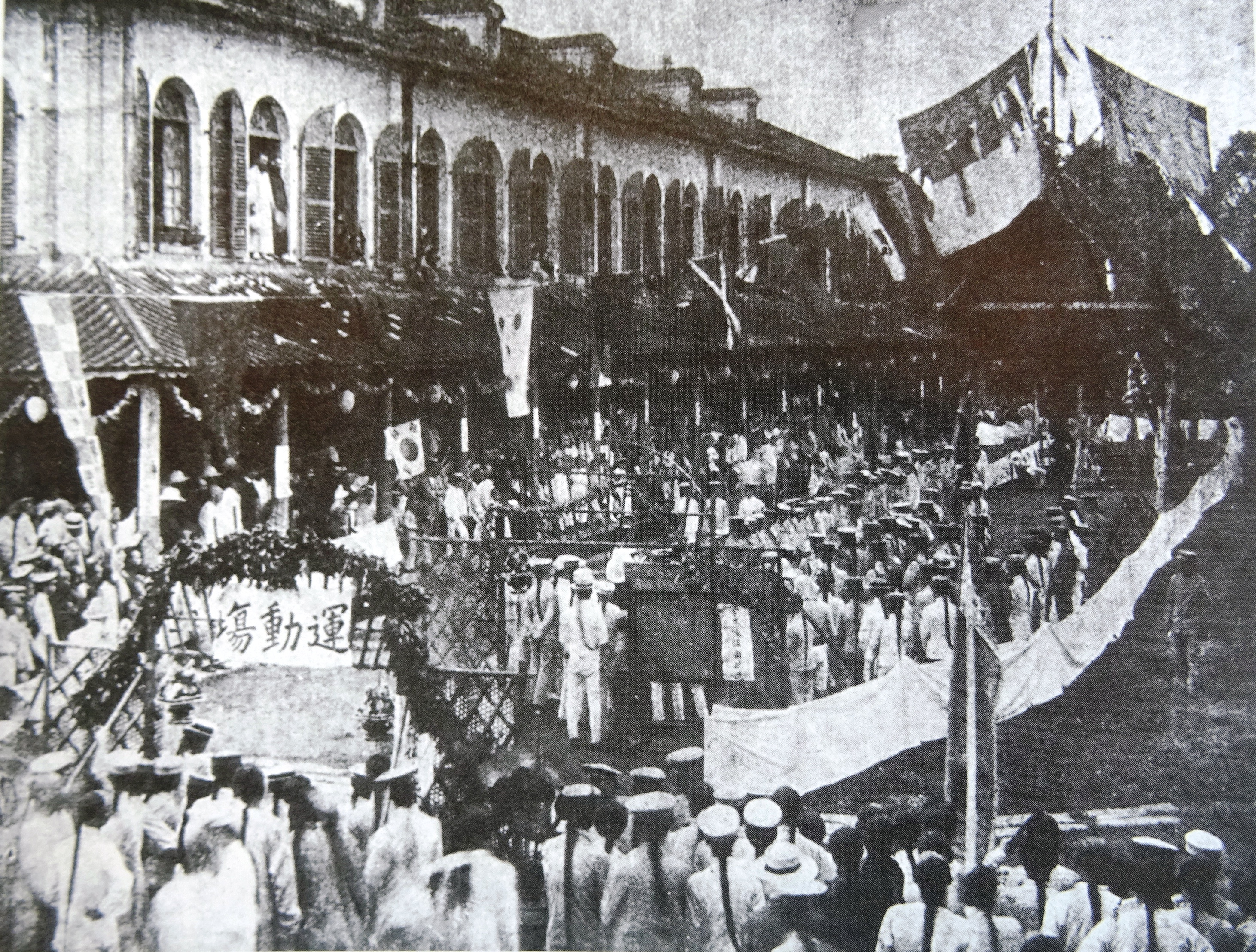
1907年聖心書院的校運會現場

1860年，法国驻广州领事馆为教育领事馆官员子弟与培训翻译人员，使用批地创办了丕崇书院。後领事馆迁至沙面，书院则迁至由一法国神父负责施工的约瑟路（现旧部前）新校舍，更名圣心书院。校舍双层，柚木造，正门向南，窗口外装玻璃，内装百叶窗。一楼全作教室用，二楼则部分作礼堂用，部分作教室用。书院只收男学生，教师亦全为男教师。书院教学内容主要为英文，法文，兼学中文。校长为法籍黎神父，教师大多为外籍修道士，亦有少数中国教师教中文。当时，书院学生人数少，为吸引学生入学，书院从法国购入全套乐器，购入后由马修道任指挥教练。在当时，乐器还是新奇事物，很多学生受此吸引入学。因此学生人数激增。
1914年，国民政府为发展教育，统一全国学校编制，因此，书院改为四年制私立圣心中学，以修读外语为主。因学校将天主教教义列入课程，不允学生接触激进人士，规定学生必须参加宗教活动，师生曾发起“创新校”运动。校长先为巴邦彦后为安若瑟。1917年，学校继续扩展，改为完全中学，学生人数近千人。
1927年，政府颁布不允外国教会在华办学的规定，明文规定学校校长要由中国人出任，学校也交由中国天主教会主办。新校长由朱寿山出任。在朱寿山任内，学校扩建校舍，增添设备，开设普通科，高科，取消将天主教教义列入课程，取消学生必须参与宗教活动的规定。
中日战争爆发後，日军於1938年占领广州，学校被迫停办。教师解散，朱寿山亦前往香港暂避。战争结束後，教会决定复办学校，校长由方硕梅出任。
第二次国共内战後，政府加强对私立中学的监管，教学内容需按政府规定。学校取消宗教课程，并改名为启育中学。

### 明德女中
1925年，天主教广州教区出资，在圣心中学相邻的一块空地上新建了两栋校舍，筹办明德女子中学，并於同年9月15日开课，校长由陈秉卿出任。而实际上她只是名誉校长，具体工作由董事长陈荣轩负责。
创立初期，学生仅20余人。後於1933年和1935年增设初中部和高中部，校舍也扩大为三间，第一校舍位于石室圣心大教堂西侧，1931年落成；第二校舍位于石室西侧玉子巷为中学部，1933年落成；第三校舍为石室东侧，为小学部，1930年落成。1935年，学校推行慈善办学政策，规定高中部的学生一律免收学费，并增设夜校，提供免费教育。
明德女中曾附设一小学一幼稚园。日新小学就是当时教会主办的学校。由杨福爵神父任校长，后来杨神父就任广州教区副主教，校长的职务先后由连志启神父和萧伯禄神父接任，学生有500多人，特别困难者可免收学费。萧伯禄神父去世后，适逢明德女子中学建成，便把日新小学改成明德中学附属小学，由李福贞修女任校长。同时还兼办了一间明德幼稚园，李福贞兼任园长。

### 1949年後

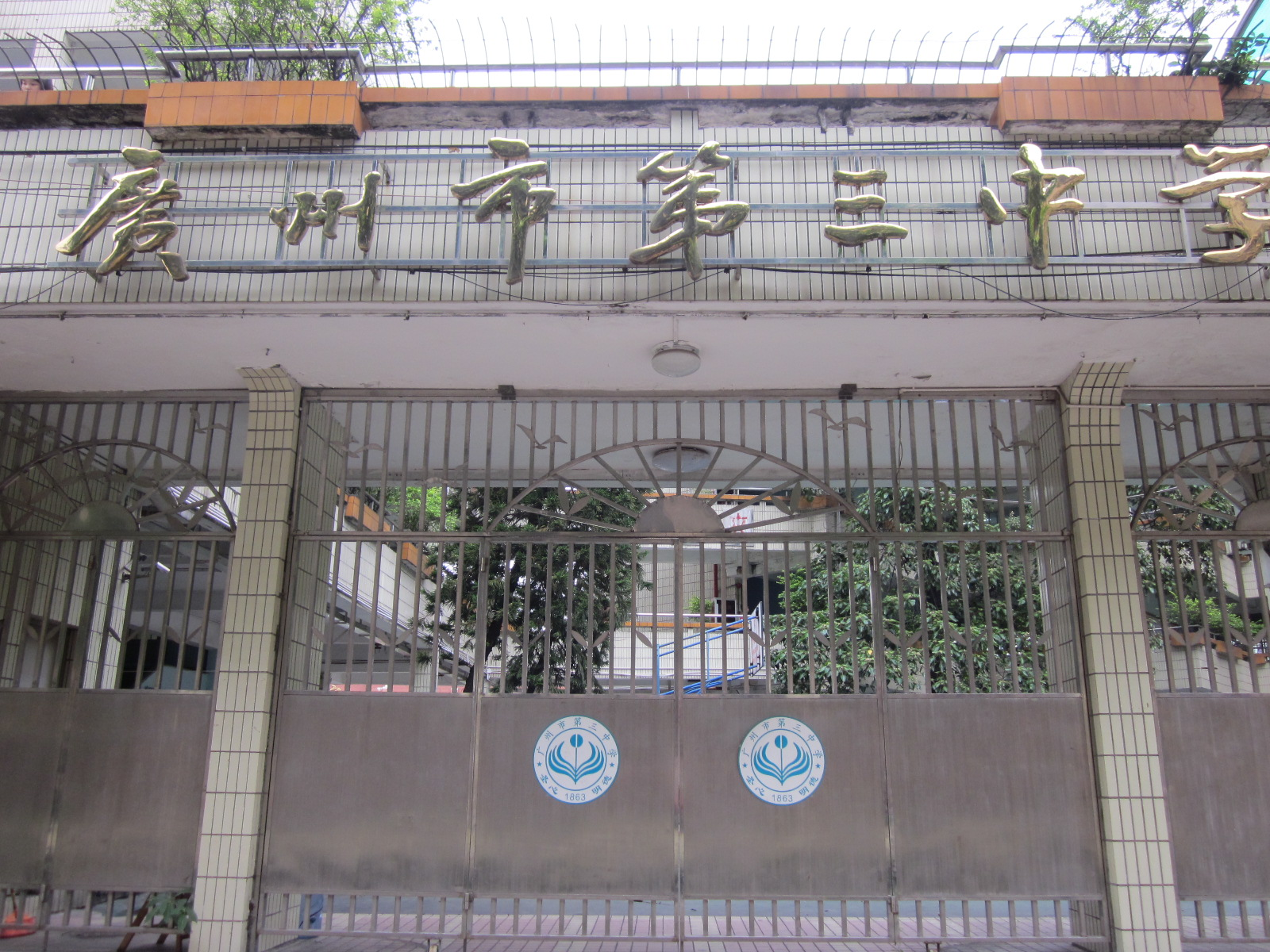
門口(此门现已改用作明德实验学校正门)

1949年秋，中国共产党控制下的中国人民解放军广州市军事管制委员会成立，军管会文教接管委员会派接管小组接管了市教育局（後成立广州市文教局），并陆续派员接管了各学校，其中包括越山中学（建於1923年），1950年2月成立广州市第三中学，校址在大新东路19号（原越山中学校址）。1952年9月又把启育中学、明德女中、真光中学高中部、南武中学高中部、新中华会计学校、珠海大学、东方无线电学校、导正、华夏、协和等三间补习学校，共10间学校并入三中。三中实际上是以圣心、明德为主的上述11校的联合体，三中的历史与发展经历了以下几个时期。
1957年，中共三中党支部成立，由陈平任书记。
历任校长为邓孟景、卢元序。

#### 文革时期
文化大革命期间，工宣队进驻学校，实行“工人阶级领导一切”，学校处于一片混乱之中。学校教育思想和教学常规混乱，停止了教学和常规工作，实行“停课闹革命”，学校正常的教学秩序、各项教学设施、正常的师生关系均遭到破坏。
1967年初，军宣队、工宣队进驻学校，成立“革命委员会”，但学校仍然无法进行正常的教学活动。1969年底，学校在“一号命令”的敦促下，全面进行“战备教育”，走出学校进行军事“拉练”，并且以创建农村分校的形式，作为备战的基地。文革後期，在中央文件指示下，学校开始“复课闹革命”。“复课”以全面开展学军、学农、学工为主要形式，对原有学生进行分配，小部分去工厂，大部分上山下乡。
历任革委会主任为张适之、冯永彭、谭英、李子荣、李孝云、曾祥文。

#### 现代
2004年11月，广州市第九十六中学被当局撤消，53名教师和8个教学班（初二2个班，初三6个班）的学生并入三中。
2006年，学校接受广东省国家级示范性普通高中初期督导验收，於12月16日通过广东省国家级示范性高中初期督导验收。2007年12月，学校在广东省高中教学水平评估中被评为优秀等级，并顺利通过了广东省国家级示范性高中验收确认。
2009年，广州市第三十四中学并入三中。
2021年，广州市第三中学教育集团成立，原广州市第三十七中学加入并更名为广州市第三中学实验学校。
2024年4月，广州市第十中学和广州市真光学校成为三中教育集团的成员学校。

## 建筑
- 仁爱楼（现为教学楼）
- 圣心书院（三中前身，双层大木楼）
- 体育馆（现）
- 游泳馆（现）
- 报告厅（现）
- 越山楼（现）
- 启育楼（现）

## 著名校友
- 中央政治局候补委员、中央军事部长杨殷
- 十九路军参谋长、厦门市长、高雄市长黄强
- 广东省副省长、统战部部长杨康华
- 广东省副省长李兰芳
- 广州市政协副主席梅日新
- 广州市政协副主席郭锡龄
- 中国国家足球队主教练苏永舜
- 歌唱家罗天婵
- 教育家、翻译家、学者、社会活动家马君武
- 中国马克思主义经济学家陈启修
- 肖养晦

## 学校传统

### 校训
勤俭、仁爱、敏毅、忠诚。

### 校歌
珠江边，人杰地灵。
三中美丽历史悠长。
啦！啦！啦！啦！啦！啦！
校园里，我们充满活力。
恩师教诲，常伴身旁。
多思明辨，争高求实。
爱校乐，学律已，求善。
恩师教诲，常伴身旁。
多思明辨，争高求实。
创新精神在发扬，欢乐歌声在荡漾。
创新精神在发扬，欢乐歌声在荡漾。
莘莘学子，意气风发。
笑迎明天，灿烂辉煌，灿烂辉煌。